# دائرة عين الاربعاء
دائرة عين الأربعاء هي إحدى دوائر ولاية عين تموشنت الجزائرية.وهي بلدية أيضا.